# Yokozuna (Rang)

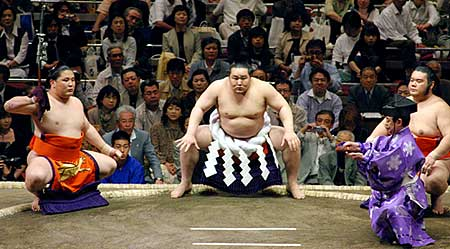
Asashōryū bei seinem Yokozuna dohyo-iri

Yokozuna (japanisch 横綱) ist der höchste der Sanyaku-Ränge und damit der höchste Rang im Sumō-Ringen. Den Titel gibt es seit etwa 300 Jahren, und seitdem haben nur 75 Kämpfer diesen Rang erreicht. Im Gegensatz zu allen anderen Rängen kann ein Yokozuna nicht degradiert werden. Sind seine Leistungen bei Turnieren allerdings wiederholt schlecht oder verhält er sich außerhalb des Rings des Rangs unwürdig, wird von ihm erwartet, dass er freiwillig zurücktritt. Dieser Schritt bedeutet stets auch den Abschied aus dem aktiven Ringen.

## Anforderungen
Damit ein Sumō-Ringer zum Yokozuna werden kann, muss er eine besondere Kampfstärke zeigen. Das bedeutet konkret, dass er als Ōzeki (Meister) zwei Turniere (Basho) nacheinander gewonnen haben oder zumindest ein Ergebnis erzielt haben muss, das annähernd mit einem Yusho (Turniersieg) gleichzusetzen ist. Diese Anforderung ist jedoch keineswegs in Stein gemeißelt, sondern bedarf der Auslegung durch den Verband, der verschiedene Faktoren wie beispielsweise die Kontinuität der Leistung mit in Betracht zieht. Darüber hinaus muss der Kandidat eine besondere Würde (品格, Hinkaku) besitzen. Dieses Kriterium hat in der Geschichte schon verschiedentlich zu Verstimmungen geführt. Chiyonoyamas Beförderung in den 1950ern war beispielsweise verzögert worden, da ihm ob seines jugendlichen Alters die Reife abgesprochen worden war. Als später Konishiki um den Aufstieg zum Yokozuna kämpfte, kam die Diskussion auf, ob Ausländer denn überhaupt für den höchsten Titel im Sumō geeignet seien. Diese Debatte entschied sich mit der Beförderung Akebonos.

## Zeremonielle Besonderheiten

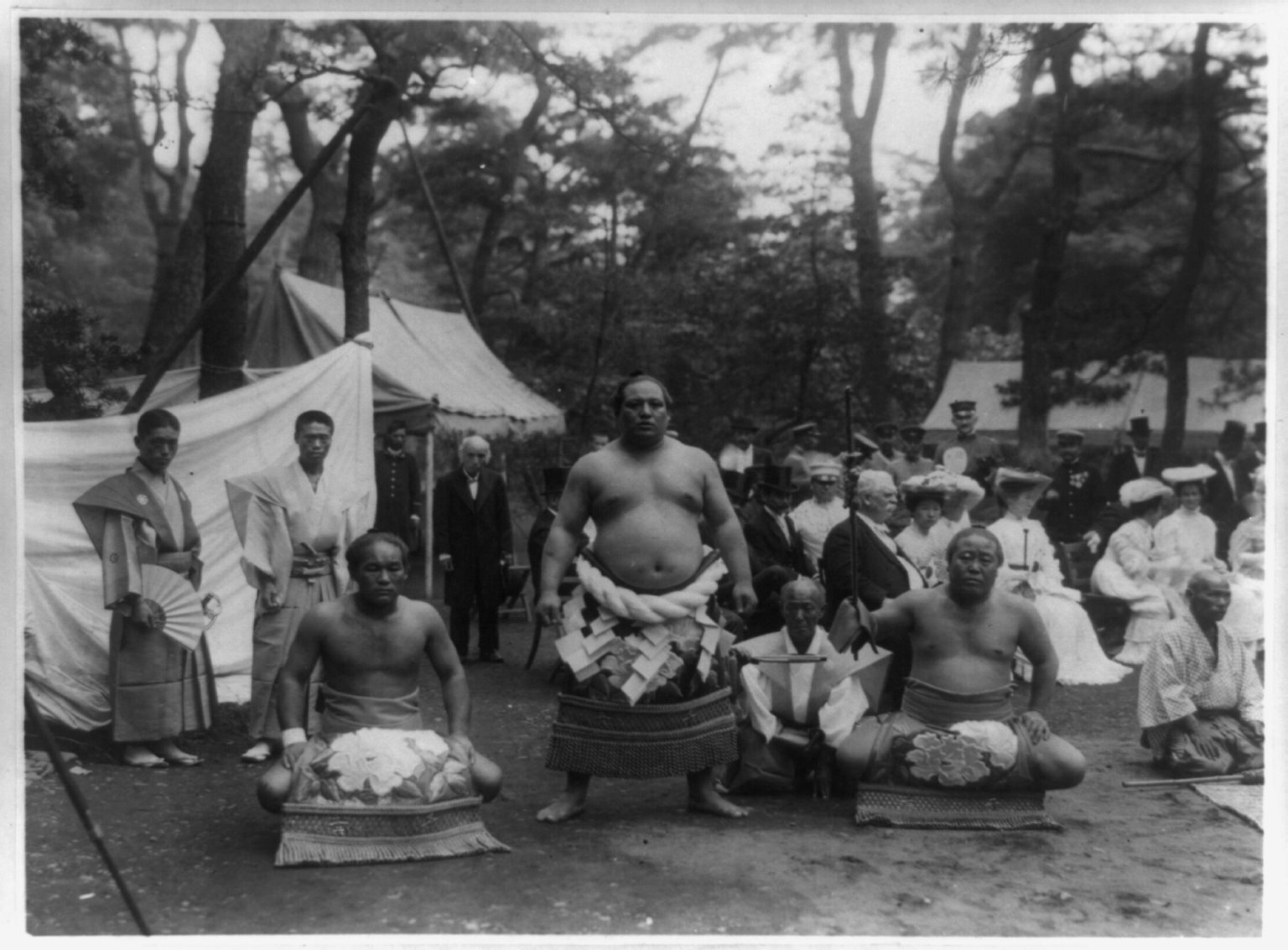
Der 19. Yokozuna Hitachiyama Taniemon in der Meiji-Zeit

Äußeres Zeichen der Yokozunawürde ist die Tsuna, ein breites Seil, das der Titelinhaber bei Zeremonien um seine Hüften geschlungen trägt. Daran hängen auf eine besondere Art gefaltete Papierstreifen, die im japanischen Shintō ein bekanntes religiöses Symbol sind. Sie ähnelt dadurch den Shimenawa, die an Schreinen und religiösen Stätten dieser Religion gefunden werden können. Um die Herkunft der Tsuna ranken sich mehrere Legenden. Einerseits gilt Akashi Shiganosuke, der sagenhafte erste Yokozuna, als Erfinder, eine andere Geschichte behauptet, ein Ringer namens Hajikami habe sie im 9. Jahrhundert zum ersten Mal getragen. Die Tatsache, dass Darstellungen von Yokozuna mit Tsuna nicht vor dem Ende des 18. Jahrhunderts auftauchten, lässt beide Versionen eher als Legende erscheinen denn als historische Berichte. Der erste Yokozuna, der mit Seil dargestellt wurde, war Tanikaze Kajinosuke. Eine Tsuna wird für jedes Turnier neu hergestellt.
Der Yokozuna nimmt am Beginn eines Kampftages nicht an der Ringbetretungszeremonie der übrigen Rikishi teil. Er zelebriert mit zwei Gehilfen ein eigenes Yokozuna Dohyo-iri, in dem er mit Händeklatschen die Aufmerksamkeit der Götter zu erregen sucht und durch Aufstampfen der Füße den Ring symbolisch von „bösen Geistern“ reinigt. Man unterscheidet bei dieser Zeremonie den Unryu- und den Shiranui-Stil, die nach ihren angeblichen Erfindern, dem 10. Yokozuna Unryu Hisakichi und dem 11. Yokozuna Shiranui Koemon, benannt sind. Die beiden Stile unterscheiden sich durch die Körperbewegungen während der Zeremonie und in der Bindung der Tsuna.

## Geschichte
Ein Yokozuna Dohyo-Iri wurde zum ersten Mal 1789 von Tanikaze im Hachiman-Schrein in Edo aufgeführt, nachdem ihm als erstem Yokozuna die Erlaubnis für ein Yokozuna Dohyo-iri gewährt worden war. Hintergrund waren Streitigkeiten der Clans Yoshida und Gojo um die Vorherrschaft im Sumō. Yoshida Oikaze hatte, um seine Konkurrenten zu überflügeln, von den Behörden die Erlaubnis erwirkt, eine Lizenz für eine besondere Yokozuna-Zeremonie erteilen zu dürfen. Bis in die Meiji-Zeit galten die Yokozuna dann auch weiterhin als Ōzeki mit besonderen zeremoniellen Rechten. Erst 1890 tauchte der Begriff Yokozuna erstmals auf einer Rangliste auf; er bezeichnete damals Nishinoumi Kajirō. Allerdings war dies immer noch ein Ehrentitel als Zusatz zum Ozeki-Rang (Meister), erst ab 1909 fungierte der Yokozuna als eigenständiger Rangträger (Großmeister).
Die heute verwendete Zusammenstellung der Yokozuna entstand erst im 20. Jahrhundert. 1895 beschloss der ehemalige zwölfte Yokozuna Jinmaku Kyugoro, eine solche Liste zusammenzutragen. Er starb jedoch bereits wenige Jahre darauf, bevor seine Liste offiziell veröffentlicht wurde. Die Reihenfolge der Yokozuna und Auswahl der 17 Kandidaten, die Jinmaku getroffen hatte, waren in den folgenden Jahrzehnten Gegenstand langer Diskussionen. Problematisch war dabei, dass es zu dieser Zeit mehrere Sumōverbände gab, die jeweils eigene Großmeister ernannt hatten. Es war aber auch umstritten, wer denn eigentlich als erster Yokozuna anzusehen sei. Erst 1926 wurde anlässlich der Gründung des Dai Nihon Ōzumō Kyōkai, der Vorgängerorganisation des heutigen Verbands, eine Aufstellung publiziert.
Nach dem Rücktritt von Terunofuji Haruo im Januar 2025 gab es kurzzeitig keinen aktiven Yokozuna. Dies war seit 1993 nicht mehr der Fall. Durch seinen Sieg im Januar Turnier konnte jedoch Hōshōryū Tomokatsu die Beförderung zum höchsten Rang sicherstellen und wurde der 74. Yokozuna.